# Boekverkooperscollegie Eendragt
Het Boekverkooperscollegie Eendragt (afgekort Eendragt) is een collegie of genootschap van uitgevers & boekverkoopers woonachtig of werkzaam in het Sticht of het Gooi. De zetel van Eendragt is in de stad Utrecht.

## Geschiedenis
Het Boekverkooperscollegie Eendragt werd in 1853 opgericht, op initiatief van enkele Utrechtse boekverkopers/uitgevers.
Het doel was onder andere het tegengaan van 'oneerlijke concurrentie' door nieuwkomers op de boekenmarkt die het minder nauw namen met het (nog niet formeel bestaande) auteursrecht. Maar ook werd er voor goede doelen geld ingezameld, bijvoorbeeld voor slachtoffers van een watersnood.
Na de Tweede Wereldoorlog werd het collegie nieuw leven ingeblazen door Henk Bruna, directeur van de gelijknamige boekhandel en uitgeverij.
Op 13 februari 2024 vierde het oudste lid van Eendragt Joost Bommeljé sr. van Uitgeverij & Boekhandel Bijleveld te Utrecht zijn 100ste verjaardag. Daarmee was hij op dat moment de oudste actieve uitgever van Europa.

## Uitgaven
- Eendragts Memorabilia (2008)
- 150 jaar Boekverkooperscollegie Eendragt 1853-2003 (2003)